# (964) Subamara
(964) Subamara est un astéroïde de la ceinture principale découvert le 27 octobre 1921 par l'astronome autrichien Johann Palisa.
Sa désignation provisoire était 1921 KS.